# Ardisia scabrida
Ardisia scabrida är en viveväxtart som beskrevs av Carl Christian Mez. Ardisia scabrida ingår i släktet Ardisia och familjen viveväxter. Inga underarter finns listade i Catalogue of Life.